# 道場山
道場山是位於浙江省湖州市區城南5公里處的丘陵，舊名「雲峰」，面積約8平方公里，最高峰海拔210.7米。系天目山餘脈的組成部分，素為湖州城南風景旅遊區。

## 簡介
明弘治《湖州府志》載：其山「峰巒秀郁，水石森爽，殊為吳興佳絕，古今遊覽者皆萃焉。」萬曆《湖州府志》把「道場曉霽」列為「吳興八景」之首。
山頂有多寶塔。據史料記載：道場山原有仰高、宜晚、望湖、笑月、愛山、伏虎、甘泉、太白、渺渺諸亭，亭貌各異、各有情趣。到清代、九座山亭尚存，以後漸漸荒廢。現道場山腰僅存有光皓亭，民國22年（1933年）建造，是道場山最遲建的涼亭。
山頂有始建于宋代的多寶塔，屹立千年，氣勢挺拔，現已初步修復，供遊人觀瞻。道場山自唐中和（881—884）起，為江南著名佛教聖地。近頂峰處的山嶴裏還有在日本和東南亞各國佛教界有很大影響的萬壽禪寺。佛寺附近有元代题刻道场山祈年题记，为全国重点文物保护单位。